# Ouville
Ouville település Franciaországban, Manche megyében. Lakosainak száma 447 fő (2022. január 1.). Ouville Belval, Courcy, Montpinchon, Nicorps, Saint-Denis-le-Vêtu, Saussey és Savigny községekkel határos.

## Népesség
A település népességének változása:
| Lakosok száma | 447  | 412  | 377  | 430  | 443  | 449  | 448  | 443  | 438  | 447  |
|               | 1968 | 1982 | 1990 | 2006 | 2013 | 2015 | 2017 | 2019 | 2020 | 2022 |